# Isola Greenwich
L’Isola Greenwich (in lingua inglese: Greenwich Island; varianti storiche del nome: Sartorius Island, Berezina Island) è la seconda per dimensione delle isole che compongono l'arcipelago delle Isole Shetland Meridionali, in Antartide.

## Caratteristiche
È situata tra l'Isola Robert e l'Isola Livingston. Ha una lunghezza di 24 km e una larghezza che va da 0,8 a 9,66 km, con una media di 5,23 km. Si estende su una superficie di 142,7 km2.
L'isola è quasi completamente coperta da una cappa di ghiaccio permanente. È formata da due massicci montuosi uniti da un istmo di circa 2 km che separa la Baia Cile dalla Baia Yankee.
Sull'isola sono presenti due stazioni di ricerca scientifica: sulla costa nordorientale si trova la Base navale capitano Arturo Prat gestita dal Cile; sulla costa settentrionale è situata la Stazione Pedro Vicente Maldonado, gestita dall'Ecuador.

## Denominazione
L'attuale denominazione è stata utilizzata dai cacciatori di foche almeno dal 1821 ed è ormai ufficialmente entrata nell'uso internazionale. Si tratta di una denominazione di origine geografica, e fa probabilmente riferimento a una della città americane con questo nome, come Greenwich nel Connecticut, da cui provenivano molti cacciatori di foche americani.

## Mappe
- Chart of South Shetland including Coronation Island, &c. from the exploration of the sloop Dove in the years 1821 and 1822 by George Powell Commander of the same. Scale ca. 1:200000. London: Laurie, 1822.
- L.L. Ivanov et al. Antarctica: Livingston Island and Greenwich Island, South Shetland Islands (from English Strait to Morton Strait, with illustrations and ice-cover distribution). Scale 1:100000 topographic map. Sofia: Antarctic Place-names Commission of Bulgaria, 2005.
- L.L. Ivanov. Antarctica: Livingston Island and Smith Island. Scale 1:100000 topographic map. Manfred Wörner Foundation, 2017. ISBN 978-619-90008-3-0